# Abismo de Helm
Abismo de Helm, na obra O Senhor dos Anéis de J. R. R. Tolkien, foi o local de refúgio de Théoden, Rei de Rohan e de seu povo, onde enfrentou as legiões de Saruman, vindas de Isengard. Esse evento ficou conhecido como a batalha do Abismo de Helm, uma das batalhas durante a Guerra do Anel, e foi destaque no livro The Two Towers (1954) e em sua adaptação cinematográfica The Lord of the Rings: The Two Towers. Tal fortaleza tinha apenas uma fraqueza: um pequeno canal semelhante a um esgoto, onde foi detonado um explosivo que possibilitou a passagem dos Uruk-hais. Foi lá que ocorreu a vitória de Rohan contra o exército de Isengard, e isso foi um fato muito significativo para a história da Terceira Era da Terra Média.